# Svenska Posten
För information om företaget Posten AB se artikeln Posten.
För tidningen som utgavs 1876-1877 i Chicago, se Svenska Amerikanaren Tribunen.
Svenska Posten var en kristlig så kallad halvveckotidning, som gavs ut av Halls förlag i Jönköping från slutet av 1800-talet och under första hälften av 1900-talet. I sin marknadsföring inför år 1927 beskrev tidningen att den "räknar bland sina medarbetare flera kända prästmän, predikanter, missionärer och författare" samt att den "meddelar sina läsare viktiga dagshändelser i sammandrag" och att prenumerera på "landets billigaste tidning, kan med fog sägas vara en klok handling." En av dess skribenter var psalmförfattaren Anna Ölander. 
Fritz Hägg var redaktör från 1919.